# 카차스네크구

카차스네크 구

카차스네크구(Qacha's Nek)는 레소토의 구로, 행정 중심지는 카차스네크이며 면적은 2,349km2, 인구는 71,876명(2006년 기준)이다. 남쪽으로는 남아프리카 공화국 이스턴케이프 주와 인접해 있으며 남서쪽으로는 쿠팅 구, 서쪽으로는 모할레스후크 구, 북쪽으로는 타바체카 구와 인접해 있다.